# Mariazellerkreuz (Frohnleiten)

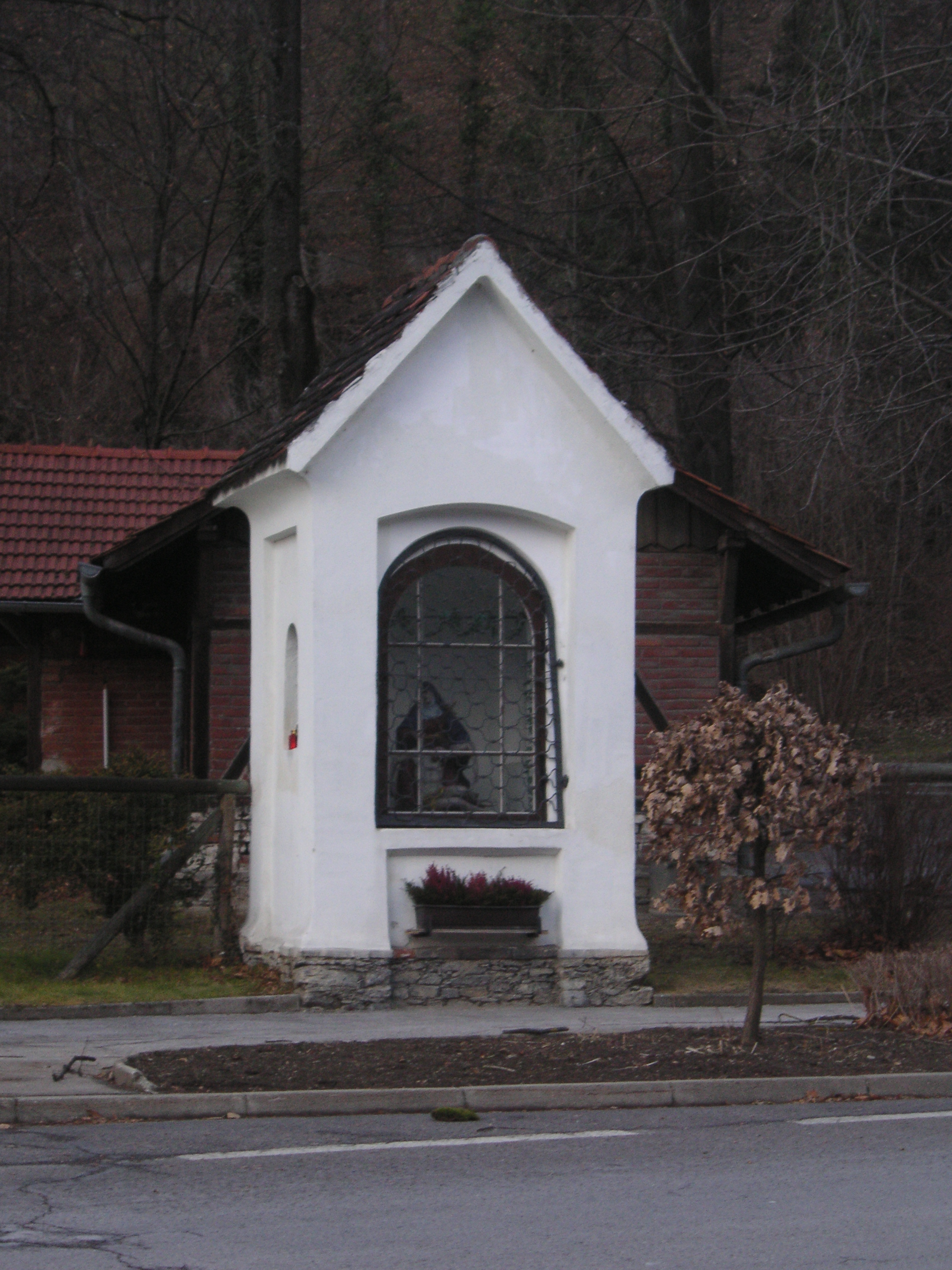
Das Mariazellerkreuz im Januar 2012

Das Mariazellerkreuz, früher auch als St.-Oswald-Kreuz und Schweinegger-Kreuz bekannt, ist ein Heiligenhäuschen in der Gemeinde Frohnleiten in der Steiermark. Die genaue Entstehungszeit ist unbekannt.

## Lage
Das Heiligenhäuschen steht im Gemeindegebiet von Frohnleiten in der Brucker Straße. Dort befindet es sich in der Nähe des Postamtes und des Rintparkes.

## Geschichte
Das genaue Jahr sowie der Grund zum Bau des Bildstocks sind unbekannt, da keine Aufzeichnung darüber existieren. Die erste urkundliche Erwähnung erfolgte im Jahr 1605 als „St.-Oswald-Kreuz vor dem Bruckertor“. Es wurde damals vom Magistrat renoviert. Nach der Gründung des örtlichen Servitenklosters wurde es der Mater Dolorosa geweiht und 1799 renoviert. Eine erneute Renovierung erfolgte 1840 durch die Witwe von Martin Schweinegger. Es wurde seitdem als „Schweinegger-Kreuz“ bezeichnet, wobei es jedoch unbekannt ist, ob es sich je im Besitz der Familie Schweinegger befand.
Seit wann das Heiligenhäuschen auch „Mariazellerkreuz“ genannt wird, lässt sich nicht mehr herausfinden. Es war jedoch lange Zeit, bis zum Beginn des Ersten Weltkriegs ein Sammelpunkt für Pilger auf den Weg nach Mariazell. Weiters wurden früher auch in der Nähe Verstorbene zuerst zu dem Kreuz und dann an der Frohnleitner Pfarrkirche vorbei zum Friedhof gebracht. Erneute Renovierungsmaßnahmen fand in den 1970er-Jahren sowie 2008 statt.

## Beschreibung
Das Mariazellerkreuz ist eine kleine gemauerte, seitlich mit zwei kleinen und frontal einer großen Rundbogenöffnung mit schmiedeeisernem Gittern versehene Kapelle mit ziegelgedecktem Satteldach. Es ist der Mater Dolorosa geweiht. In ihrem Inneren befindet sich eine barocke Pietà.